# بين ماكجي
بين ماكجي (بالإنجليزية: Ben McGee)‏ هو لاعب كرة قدم أمريكية أمريكي، ولد في 26 يناير 1939 في ستاركفيل في الولايات المتحدة.

## وصلات خارجية
- بين ماكجي على موقع مرجع كرة القدم المحترفة.كوم (الإنجليزية)